# موزه پیشینه یهودیان

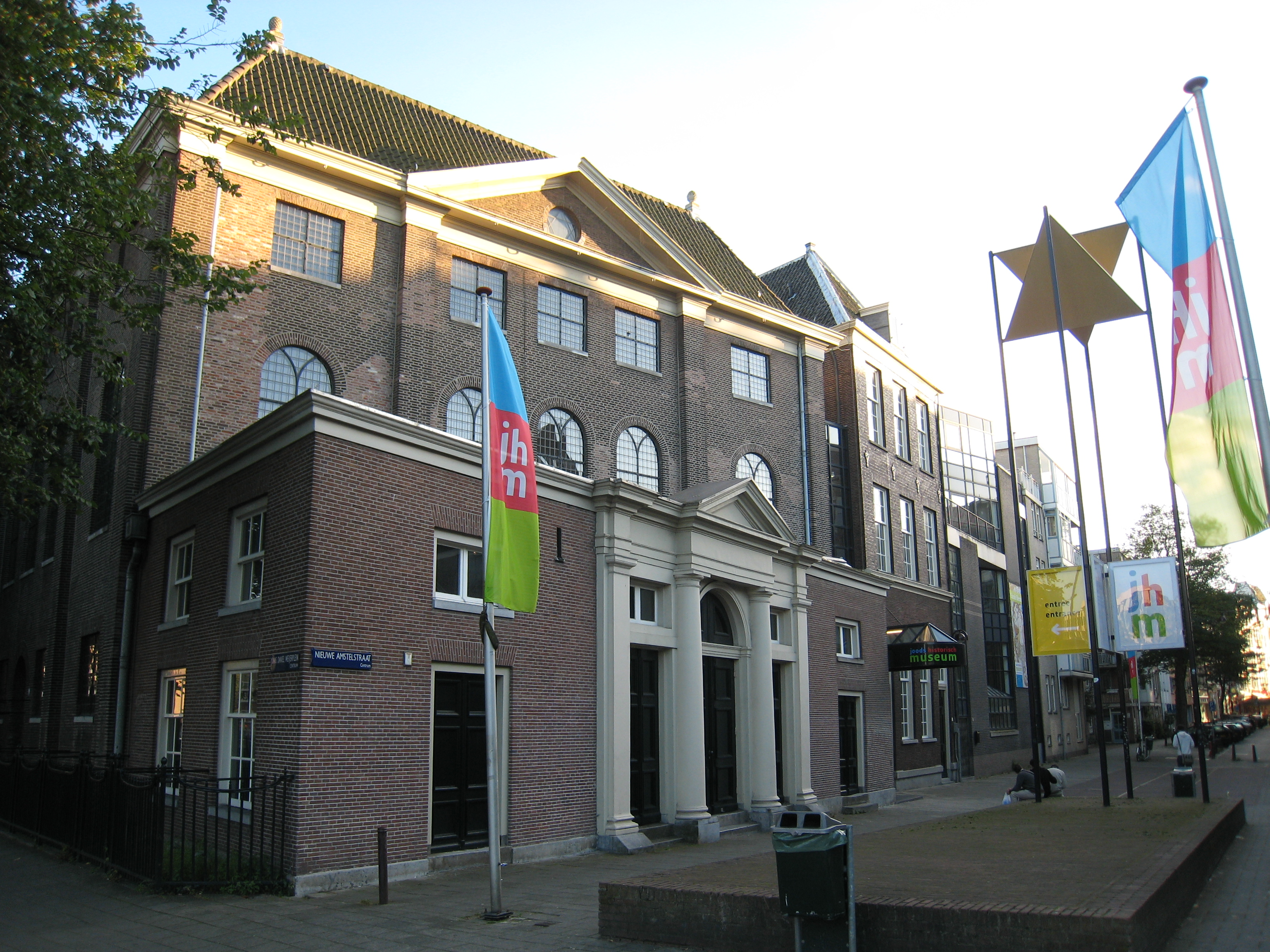
موزه پیشینه یهودیان در آمستردام

موزه پیشینه یهودیان (نام هلندی: Joods Historisch Museum، نام انگلیسی:Jewish Historical Museum) یکی از موزه‌های کهن در آمستردام، پایتخت هلند است. این موزه به فرهنگ و سنن یهودی و همچنین پیشینه یهودیان در هلند اختصاص دارد.

## پیشینه موزه
این موزه در سال ۱۹۳۲ ساخته شده است. در زمان جنگ جهانی دوم و یورش آلمان به هلند بسیاری از اشیا آن گم شد.

## بخش‌های موزه

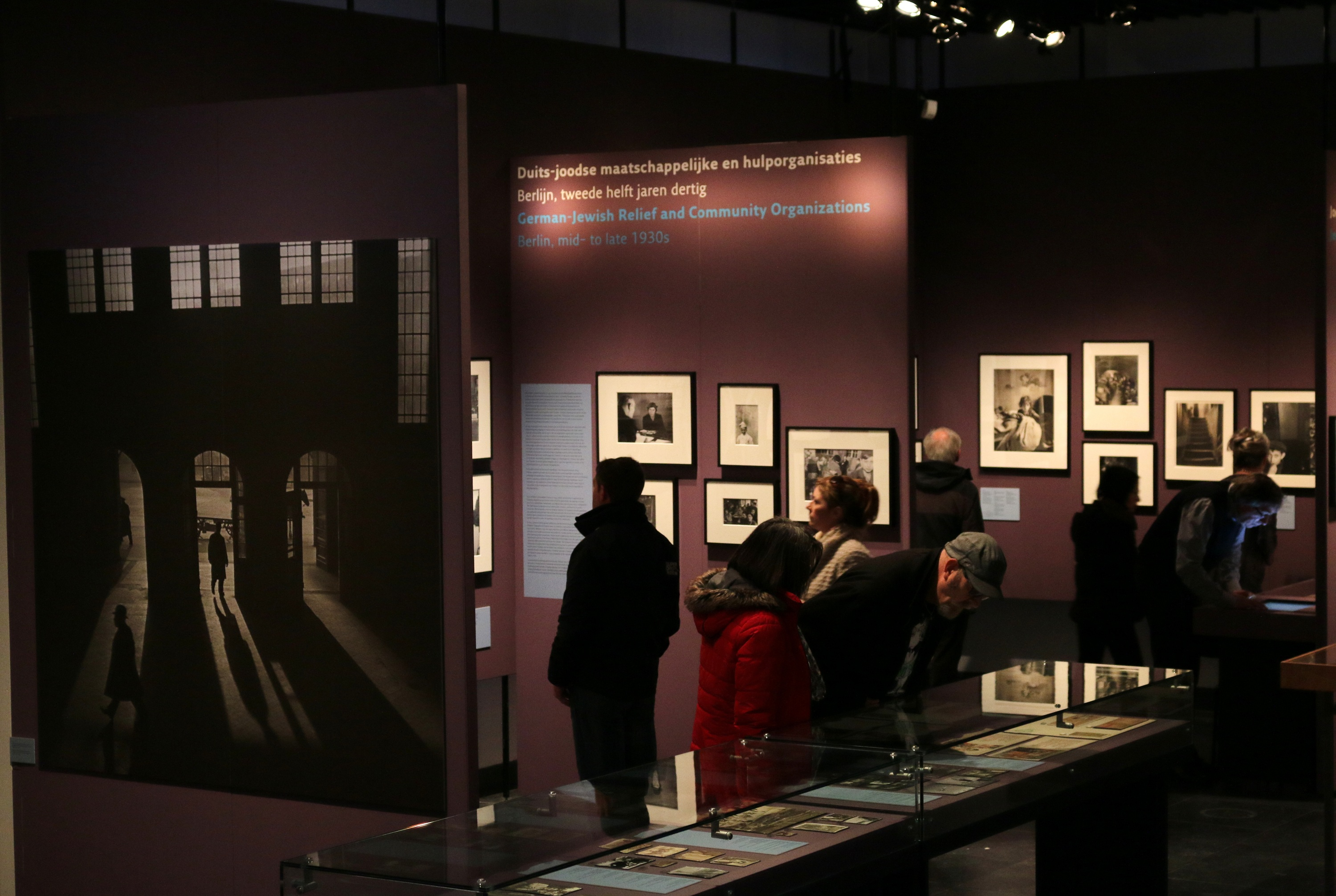
نمایشگاهی از عکس‌های رومن ویشنیاک در موزه پیشینه یهودیان آمستردام، ۲۰۱۴

این موزه دارای بخش نمایشگاه‌های دایمی و موقتی، کنیسای بزرگ و کنیسای نو است. بیش از یازده هزار اثر در این موزه به نمایش درآمده است مانند تورات‌های کهن، تابلوهای نقاشی، اشیا مربوط به فرهنگ و آداب یهودی، روزنامه‌های قدیمی، عکس و اسناد.

## نمایشگاه‌های دوره‌ای
«موزه پیشینه یهودیان» در آمستردام به جز اشیای ثابت در آن، میزبان نمایشگاه‌های دوره‌ای نیز هست مانند نمایشگاه‌های عکس درباره یهودیان.